# جاکسونبورگ (ویرجینیای غربی)
جاکسونبورگ(به انگلیسی: Jacksonburg) شهری در ایالت ویرجینیای غربی کشور ایالات متحده آمریکا است که جمعیت آن در سرشماری سال ۲۰۱۰ میلادی، ۱۸۲ نفر بوده‌است.